# Nerf digital dorsal du nerf ulnaire
Les nerfs digitaux dorsaux du nerf ulnaire sont les nerfs digitaux dorsaux de la main issus du rameau dorsal du nerf ulnaire.
Chaque doigt reçoit deux nerfs digitaux dorsaux, un médial et un latéral.
Le rameau dorsal du nerf ulnaire donne les deux nerfs dorsaux digitaux des cinquième et quatrième doigts et le nerf digital dorsal médial du troisième doigt.
Les nerfs sont satellites des artères digitales dorsales.